# Carlos Alberto Montaner
Carlos Alberto Montaner (ur. 3 kwietnia 1943 w Hawanie, zm. 30 czerwca 2023 w Madrycie) – kubański pisarz i dziennikarz, znany z krytyki Fidela Castro i kubańskiego rządu. Był szeroko publikowany w gazetach latynoamerykańskich i wydawał książki beletrystyczne i non-fiction o Ameryce Łacińskiej. Montaner był analitykiem politycznym dla CNN en Español.

## Biografia
Carlos Alberto Montaner urodził się w 3 kwietnia 1943 roku w Hawanie na Kubie. Po rewolucji kubańskiej w 1959 roku Montaner, wraz z innymi zidentyfikowanymi wówczas jako kontrrewolucjoniści, został uwięziony przez rząd kubański pod zarzutem udziału w atakach terrorystycznych i współpracy z CIA. Wkrótce po aresztowaniu udało mu się uciec z więzienia i na stałe opuścić Kubę. W 1970 przeniósł się do Hiszpanii ze Stanów Zjednoczonych. W 2007 roku rząd regionalny Madrytu przyznał firmie Montaner Nagrodę Tolerancji, wyróżnienie przyznawane tym, którzy walczyli o wolność i poszanowanie praw człowieka.

## Kariera
Po uzyskaniu tytułu magistra na Uniwersytecie w Miami, Montaner wykładał literaturę amerykańską na Interamerican University of Puerto Rico w latach 1966-1970. W ciągu tych lat opublikował cztery książki: Los combatientes (1968), Galdós humorista (1969), Poker de brujas (1970) i Instantáneas al borde del abismo (1970). Dwa ostatnie ukazały się również w języku angielskim.
Montaner rozpoczął swoją karierę dziennikarską w 1968 roku, współpracując z Joaquínem Maurínem, który pod koniec lat czterdziestych założył w Nowym Jorku American Literary Agency w celu rozpowszechniania idei demokratycznych w Stanach Zjednoczonych i Ameryce Łacińskiej. Maurín był znanym teoretykiem marksizmu, którego myślenie ewoluowało w kierunku liberalnej demokracji po hiszpańskiej wojnie domowej.
Montaner zaczął pisać cotygodniową kolumnę, która wkrótce stała się dostępna w pozostałej części Ameryki Łacińskiej. Stał się też rozchwytywanym wykładowcą na całym kontynencie, mówiącym o obronie wolności, rozwoju gospodarczym i roli kultury w ewolucji społeczeństw.

## Śmierć
6 maja 2023 roku Montaner ogłosił, że cierpi na chorobę neurodegeneracyjną, na którą nie ma lekarstwa. Montaner zmarł z powodu choroby 30 czerwca 2023 roku w wieku 80 lat.